# Siedlce (województwo małopolskie)
Siedlce – wieś w Polsce położona w województwie małopolskim, w powiecie nowosądeckim, w gminie Korzenna. W latach 1975–1998 miejscowość należała do województwa nowosądeckiego.

## Integralne części wsi[3][4]
| Nazwa przysiółka | Identyfikator TERC |
| Góry             | 0436358            |
| Łasztki          | 0436364            |
| Małe Zagórze     | 0436370            |
| Pod Słowikową    | 0436387            |
| Podtrzycierz     | 0436393            |
| Zagórze Wielkie  | 0436401            |

## Położenie geograficzne
Wioska Siedlce położona jest w okolicy Jeziora Rożnowskiego i Beskidu Sądeckiego, w regionie Pogórza Rożnowskiego, które rozciąga się pomiędzy dolinami rzek Dunajec i Biała. Najwyższymi wzniesieniami w okolicy jest Dąbrowska Góra (583 m) i leżąca w granicach Miłkowei Kobylnica  (579 m)

## Historia
Siedlce to najstarsza wieś w Gminie Korzenna. Stosunkowo obszerne wiadomości o tej miejscowości, ze wskazaniem źródeł historycznych, podane są pod hasłem "Siedlce" w Słowniku geograficznym Królestwa Polskiego i innych krajów słowiańskich w tomie X. Autorem hasła jest najprawdopodobniej  Maurycy Maciszewski (1847–1917) pochodzący z Bochni stały współpracownik redakcji Słownika. Pisze on, że w roku 1280 nazwę wioski zapisano jako "Siedlcha", w 1283 r. "Siedlicza", 1313 r. "Siedlicze" a u Jana Długosza nazwa została zapisana jako "Schyedlecz".
Wg powszechnie przyjętej opinii założycielkami wsi były siostry klaryski ze Starego Sącza Być może założycielką była nawet sama księżna Kinga, gdyż wspomina ją przywilej erekcyjny z roku 1280 oraz akt potwierdzenia własności wystawiony przez papieża Marcina IV z 1283 roku dla wspomnianego klasztoru. Dobra te potwierdził również  Wacław Czeski w roku 1291. Z przywileju wystawionego dla Kseni Anny wynika, że Siedlce w roku 1312 przeniesione były na prawo niemieckie. Wieś Siedlce jest wymieniona w dekrecie kanonika krakowskiego Wirchosława z roku 1313.   
W Schematyzmach Diecezji Tarnowskiej od 1863 r. pojawia się wzmianka, że w Siedlcach jest niekonsekrowany kościół drewniany pod wezwaniem św. Andrzeja Apostoła. "AE 1338" -  Annus Erectionis - to rok założenia parafii, lub wniesienia kościoła. Parafia siedlecka wymieniona została jednakże w Spisie Świętopietrza już w roku 1326. Od XIV wieku do roku 1772 wieś należała do powiatu sądeckiego.
Zgodnie z Liber Beneficiorum (1470-80), wieś należała do klasztoru klarysek ze Starego Sącza. We wsi był folwark sołtysi, liczne łany kmiece, role zagrodników i karczma z których dziesięcinę snopową i konopną oddawano biskupom krakowskim. Miejscowy pleban otrzymywał dziesięcinę w naturze z łanu sołtysiego. Jan Długosz wspomina także o  drewnianym kościele parafialnym pod wezwaniem św. Andrzeja.
Rejestr poborowy z roku 1581 podaje, że we wsi są 4 łany kmiece (8 kmieci), 1 komornik z bydłem i 4 komorników bez bydła. Wieś nadal należała do klasztoru klarysek ze Starego Sącza. Rejestr poborowy woj. krakowskiego z roku 1629 potwierdza ten stan własnościowy. Jezuita Jan Sygański w swoim dobrze opartym na źródłach dziele "Z życia domowego szlachty sandeckiej w epoce dynastii Wazów" podaje, że Stanisław z Lubomierza na Wiśniczu Lubomirski, starosta grodowy sandecki (1597–1613), następnie sandomierski i spiski, późniejszy bohater pod Chocimem 1621, wojewoda ruski (1625–1638), w końcu magnat rozlicznych włości i wojewoda krakowski (1638–1649). W pierwszym i drugim dziesiątku XVII. wieku był jeszcze wcale niezamożnym szlachcicem, skoro nie tylko dzierżawił Siedlce, Słowikową, Strzeszyce, Łącko i inne dobra starosandeckich Klarysek, lecz także borgował różne towary u Jerzego Tymowskiego. W latach 1605–1608 przesiadywał najchętniej w Siedlcach, gdzie odwiedzała go niejednokrotnie matka, Anna z Branickich Lubomirska, kasztelanowa wojnicka.
Na podstawie dostępnych "online" w elektronicznej bibliotece KUL Schematyzmów Diecezji Tarnowskiej można prześledzić zmiany właścicieli ziemskich (właścicieli folwarku) w Siedlcach, którzy pełnili oficjalnie funkcję "patronów" parafii, zwanych także kolatorami. Z jednej strony, mieli oni prawo do prezencji kandydata na proboszcza, z drugie natomiast podejmowali obowiązki, takie jak troska o stan materialny kościoła i parafii. Poniższe zestawienie "patronów" zostało opracowane na podstawie danych z lat 1828-1939.
- Tekla Padowska, w latach: 1828-1829;
- Eleutherius de Rozprza Krobicki, w latach: 1836-1845;
- Ignacy Zieliński, w latach: 1850-1872;
- następcy Ignacego Zielińskiego, w latach: 1873-1876;
- Józefa Narbut Marszałkowicz, w latach: 1877-1883;
- Karolina Zawieruszyńska, w latach: 1887-1994;
- Jan Rapacz i Wojciech Suwada, w latach: 1898-1907;
- następcy Jana Rapacza i Wojciecha Suwady, w latach:1911-1912;
- Józef i Angela Krawczyńscy, w latach: informacja z 1913 r.;
- V. Olszewski i rodziny Rapacz i Rosiek, informacja z 1921 r.;
- Józef Rapacz i jego żona, 1924-1939.

## Liczba mieszkańców
Wg cytowanego opisu Maurycego Marciszewskiego ze Słownika geograficznego Królestwa Polskiego i innych krajów słowiańskich  pod koniec XIX wieku w Siedlcach było 93 domy, w tym: 9 zabudowań folwarcznych. We wsi mieszkało 554 osoby, w tym 15 Żydów. Dwór i folwark należał do Ignacego Zielińskiego. Było tam 325 morgów gruntów ornych, 14 morgów łąk, 21 morgów pastwisk i 224 morgi lasu. Chłopi w tym czasie gospodarowali na 637 morgach gruntów ornych, 69 morgach łąk, 185 morgach pastwisk i 30 morgach lasów.
Na podstawie dostępnych "online" w elektronicznej bibliotece KUL Schematyzmów Diecezji Tarnowskiej można określić dokładnie liczbę katolików mieszkających w Siedlcach. Poniższa tabela ilustruje dynamikę wzrostu w ciągu stu lat od 1839 do 1939 r.
| Rok  | Liczba mieszkańców (katolików) mieszkających w Siedlcach |
| ---- | -------------------------------------------------------- |
| 1839 | 439                                                      |
| 1850 | 430                                                      |
| 1855 | 386                                                      |
| 1860 | 365                                                      |
| 1865 | 402                                                      |
| 1870 | 470                                                      |
| 1875 | 495                                                      |
| 1880 | 530                                                      |
| 1885 | 549                                                      |
| 1889 | 548                                                      |
| 1894 | 636                                                      |
| 1900 | 700                                                      |
| 1905 | 720                                                      |
| 1910 | 777                                                      |
| 1913 | 783                                                      |
| 1919 | 784                                                      |
| 1925 | 788                                                      |
| 1930 | 830                                                      |
| 1935 | 867                                                      |
| 1939 | 900                                                      |

Schematyzmy te podają ogólną liczbę Żydów i protestantów mieszkających w całej parafii. Liczba osób wyznania mojżeszowego rosła od 36 w 1836 r. do 110 osób na progu II wojny światowej. W parafii Siedlce na przełomie XIX i XX w. mieszkało też od 2 do 3 protestantów, a w 1889 r. jeden grekokatolik.
Wg danych GUS w 2009 r. Siedlce zamieszkiwało 821 osób, w tym 425 mężczyzn i 396 kobiet. Urząd Gminy Korzenna podaje, że wieś obecnie (2025 r.) liczy 805 mieszkańców. Wynika z tego, że mimo dużego rozwoju materialnego, liczba mieszkańców pozostaje na poziomie z lat trzydziestych XX w.

## Szkoła

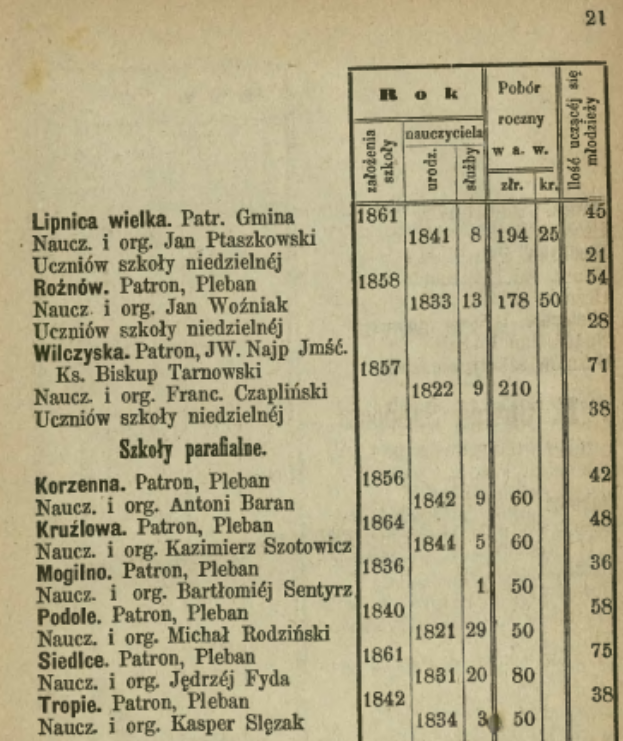
Informacja o szkołach z 1870 r.

Szkoły i nauka w Siedlcach od powstania wioski były związane z parafią. Oficjalne zapisy na temat istnienia i działania miejscowej szkoły można łatwo znaleźć jednak dopiero w XIX w. W "Szematyzmie szkół ludowych i ich nauczycieli  w Tarnowskiej Dyecézyi na rok 1870"  można znaleźć zapis, że w obwodzie sądeckim, w okręgu bobowskim, w Siedlcach działa szkoła parafialna. Jej patronem jest pleban, natomiast nauczycielem i organistą Jędrzéj Fyda, urodzony w 1831 r., a na służbie od lat dwudziestu. W 1870 r. pracował z zapłatą 80 złotych reńskich rocznie. Szkoła istnieje od 1861 r. i ma 75 uczniów. Była to w tym czasie największa pośród szkół parafialnych w okolicy. Można dodać, że ten sam, jak się wydaje Jędrzej Fyda w 1873 r. założył szkołę Krużlowej.
W 2025 r. szkoła świętowała 60 lat powstania budynku, który swoją architekturą nawiązuje do szkół powstałych ramach akcji 1000 szkół na tysiąclecie, jednak nie znajduje się na listach "tysiąclatek".  W październiku 2011 roku oddana została do użytku nowa sala sportowa.
Szkoła Podstawowa nosi imię Księdza Kardynała Stefana Wyszyńskiego uczą się w niej dzieci i młodzież z Siedlec i Słowikowej.

## Parafia św. Andrzeja Apostoła w Siedlcach

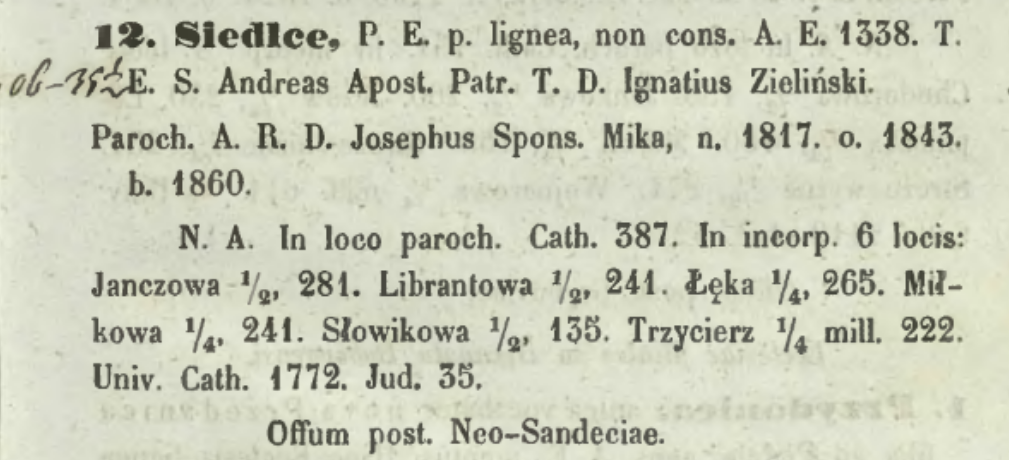
Schematyzm Diecezji Tarnowskiej 1864 r.

Wieś jest siedzibą parafii rzymskokatolickiej, jednej z najstarszych w okolicy. Oprócz Siedlec obejmuje ona okoliczne miejscowości: Łękę, Słowikową, Miłkową, Janczową i Trzycierz. W Siedlcach znajduje się neoromański kościół parafialny pod wezwaniem świętej Tekli wybudowany w latach 1901-1907.  Zastosowano unikalną metodę – ceglane ściany wznoszono wokół drewnianego kościoła, który został rozebrany dopiero po zakończeniu prac budowlanych. Budowę prowadził majster z Nowego Sącza Michał Serafiński.
Kościół w Siedlcach słynie ze swoich witraży. Niegdyś spierano się, czy witraże w prezbiterium reprezentują  styl krakowski czy lwowski. W świetle najnowszych badań, siedleckie witraże to przykład stylu wiedeńskiego.

## Poczta
Gazeta Przegląd polityczny, społeczny i literacki w 1893 r. donosiła: "Z dniem 1 sierpnia b. r. wejdą w życie nowe urzędy pocztowe w Siedlcach, Korzennej i Lipnicy w Wielkiej ze zwykłym zakresem czynności. Okręg doręczeń urzędu w Siedlcach stanowić będą gminy i urzędy dworskie: Siedlce, Janczowa, Miłkowa i Słowikowa, dalej gmina Łęka z Krzemykiem i Zalesiem i obszar dworski Łęka, wreszcie gmina Trzycierz z Podlesiem. W 1937 r.  z siedleckiego punktu agencji pocztowej doręczno codziennie przesyłki pocztowe do miejscowości: Słowikowa, Miłkowa, Janczowa, Łyczana, Trzycież, Łęka

## Ochotnicza Straż Pożarna
Ochotnicza Straż Pożarna w Siedlcach została założona w 1947 roku. Jej założycielami byli: Józef Górczyk, Jan Wesołowicz i Kazimierz Matusik. W 1955 roku strażacy przystąpili do budowy w czynie społecznym drewnianej remizy. Uroczyste otwarcie skromnej strażackiej siedziby nastąpiło w 1957 roku podczas wiejskich dożynek. Ochotnicy mieli  do dyspozycji drewniany wóz konny, kilka węży i pompę ręczną zwaną potocznie "kiwajką". Dysponowali także około 20 ciężkimi, blaszanymi i bakelitowymi hełmami. Dzięki współpracy jednostką wojskową w Miłkowej, druhowie wzbogacili się z czasem o mundury koszarowe i czapki rogatywki.
Do zwoływania strażaków na zbiórki używano dużego stalowego młotka i koła z działa samobieżnego z okresu II wojny światowej, które pełniło funkcje gongu. Natomiast do alarmowania innych uczestników ruchu drogowego podczas jazdy na miejsce zdarzenia, używano działającej do dnia dzisiejszego syreny ręcznej.
W 1978 roku nastąpiło uzupełnienie wyposażenia OSP: Zakupiono motopompę wraz z osprzętem, nowe mundury oraz obuwie. W ramach prac społecznych wykonano również przyczepę transportową na gumowych kołach, którą podpinano do ciągnika rolniczego. Na budynku remizy założono elektryczną syrenę alarmową.
Za swą postawę w działalności ochrony przeciwpożarowej byli kilkakrotnie wyróżniani. Między innymi w 1957 roku Wojewódzka Rada Narodowa w Krakowie przyznała jednostce dyplom uznania. Najbardziej oddani członkowie OSP zostali wyróżnieni odznaką "Wzorowy Strażak", a także innymi odznaczeniami ZOSP, regionalnymi i państwowymi.
Obecna strażnica jest częścią większego, gminnego budynku z dwiema świetlicami wraz z zapleczem kuchennym i biblioteką. Obiekt powstał w latach 1992-97. Strażacy mają do swojej dyspozycji duży boks garażowy połączony z niewielkim pokojem.
Tradycją jednostki jest udział w świętach patriotycznych, uroczystościach religijnych, wystawianie warty przy  Grobie Pańskim. Ochotnicy nigdy też nie odmawiali pomocy w organizowanych akcjach społecznych. Najbardziej zasłużeni druhowie seniorzy to: Marian Domalik, Zdzisław Pawlik, Stanisław Pękała, Jan Groń, Jan Waligóra, Kazimierz Mucha, Stanisław Rosiek, Tadeusz Matusik. Siedlecka jednostka działa poza strukturami Krajowego Systemu Ratowniczo-Gaśniczego (KSRG). OSP Siedlce to jednostka kategorii S-1, co oznacza, że w jej podziale bojowym znajduje się jeden samochód pożarniczy. Jest nim Steyr 13S21.

## Ciekawostki
W Siedlcach mieszkał i chodził do szkoły bardzo ceniony ks. Władysław Mędrala (1885-1969) promotor świętości bł. Karoliny Kózka, proboszcz w Szczepanowie. W Siedlcach był w 1914 r. jeden z czterech na Sądecczyźnie punktów rekrutacyjnych do Legionów.
Jak głosi powtarzana jeszcze ciągle legenda, gdzieś na terenie parafii znajduje się jeszcze utracony Raj. Nikt nie może go odnaleźć, nie widzi go ludzkie oko. Pośrodku raju rośnie drzewo życia. Ma ono setki liści, a na każdym liściu wypisane jest imię mieszkańca parafii. W nocy 31 grudnia, w godzinie śmierci, do raju przylatuje Anioł Śmierci. Potrząsa on drzewem życia. Liście, które spadną, oznaczają ludzi, którzy w nadchodzącym roku odejdą z tego świata.

## Kalendarium
- 1281 – założenie wsi przez starosądeckie klaryski
- 1299 – erygowanie parafii św. Andrzeja Apostoła
- 1316 – pierwsze wzmianki o działającej w Siedlcach karczmie, prowadzonej przez Filipa
- 1410 – Jędrzej Stępień z Siedlec bierze udział w bitwie pod Grunwaldem
- ok. 1550 – budowa nowego drewnianego kościoła
- 1683 – pobyt w Siedlcach wracającego spod Wiednia Jana III Sobieskiego
- 1769 – wraz ze Spiszem i Orawą Siedlce dostają się pod panowanie Austrii
- 1789 – odrzucenie przez Sejm Wielki wniosku Siedlec o przyznanie praw miejskich
- 1907 – poświęcenie kościoła pod wezwaniem św. Tekli
- 1947 – Zostaje założona Ochotnicza Straż Pożarna w Siedlcach
- 1957 – założenie zespołu ludowego "Turonie-tutki"
- 1959 – trzecie miejsce w Regionalnym Przeglądzie Zespołów Ludowych "Łącka śliwka"
- 1981 – siedleccy działacze "Solidarności" internowani w Nowym Sączu
- 2003 – jedna z najniższych w kraju (28,3 proc.) frekwencja mieszkańców Siedlec w referendum na temat przystąpienia Polski do Unii Europejskiej
- 2007 – obchody stulecia kościoła pw. św. Tekli
- 2013 – wizyta w Siedlcach Jarosława Kaczyńskiego